# Cayo Edimburgo
El Cayo Edimburgo es el nombre que recibe una isla en el Mar Caribe que administrativamente hace parte de la Región Autónoma de la Costa Caribe Norte al noreste del país centroamericano de Nicaragua.
El cayo tomó particular relevancia en 2007 cuando la corte internacional de Justicia con sede en La Haya reconoció la soberanía nicaragüense sobre este territorio y además lo usó como referencia para fijar los límites marinos de Nicaragua frente al vecino del norte, Honduras.